# Hypsiboas roraima
Espèce
Synonymes
- Hyla roraima Duellman & Hoogmoed, 1992
- Hypsiboas angelicus Myers & Donnelly, 2008

Statut de conservation UICN

 DD  : Données insuffisantes
Hypsiboas roraima est une espèce d'amphibiens de la famille des Hylidae.

## Répartition
Cette espèce se rencontre entre 490 et 1 600 m d'altitude :
- au Guyana sur les pentes boisées du Mont Roraima et du Mont Ayanganna ;
- au Venezuela dans l'État de Bolívar sur le tepuy Auyan et la Sierra de Lema.

## Étymologie
Son nom d'espèce lui a été donné en référence à son lieu de découverte, le Mont Roraima.

## Taxinomie
Hypsiboas angelicus a été placé en synonymie avec cette espèce par Barrio-Amorós, Señaris, MacCulloch, Lathrop, Guayasamin et Duellman en 2011.

## Publication originale
- Duellman & Hoogmoed, 1992 : Some hylid frogs from the Guiana Highlands, northeastern South America: New species, distributional records, and a generic reallocation. Occasional Papers of the Museum of Natural History, University of Kansas, no 147, p. 1-21 (texte intégral).